# Resolució 2296 del Consell de Seguretat de les Nacions Unides
La Resolució 2296 del Consell de Seguretat de les Nacions Unides fou adoptada per unanimitat el 29 de juny de 2016. El Consell va ampliar el mandat de l'Operació Híbrida de la Unió Africana i les Nacions Unides al Darfur (UNAMID) durant un any fins al 30 de juny de 2017.
El representant rus va dir que la resolució s'havia equilibrat després de consultes intensives. Donada la situació millorada al Darfur, era hora de debatre sobre la retirada de la força de pau. El "refinament" de la força de pau es va relacionar amb punts de referència relacionats amb un procés de pau integral, la seguretat de la població i els treballadors i el socors d'emergència a la població. El representant britànic va afirmar que el progrés en aquestes àrees eventualment permetria la retirada de la UNAMID.
El representant de Sudan va dir que després de les operacions militars no hi havia més rebels o grups armats a la regió, i va declarar que la UNAMID ja no era necessària. La resolució estava plena de contradiccions i no es corresponia amb la realitat sobre el terreny. Uns 800.000 refugiats havien tornat, la situació humanitària havia millorat i els estudiants van poder tornar a l'escola per primera vegada en tretze anys. El país havia demanat que la retirada comencés a principis del 2014, però alguns estats membres s'hi van oposar.

## Contingut
El Darfur va romandre insegur degut als atacs dels rebels a Jebel Marra, lluites entre tribus i l'Exèrcit d'Alliberament Sudanè Abdul Wahid (SLA/AW) pel control de la terra i els recursos naturals. Però excepte Jebel Marra, hi va haver pocs combats entre l'exèrcit i els rebels. S'han estimat 374.000 desplaçaments interns des del 2015, arribant als 2,6 milions en total, i 3,3 milions de persones depenien de l'ajuda humanitària. Però tant les organitzacions humanitàries com l'UNAMID havien de tractar amb obstacles burocràtics, i com a conseqüència es frustrava l'ajuda humanitària
El 21 de març de 2016, el govern sudanès havia signat un full de ruta elaborat pel Panell d'Implementació d'Alt Nivell d'Àfrica (AU-HIP) que pretenia acabar amb la violència i començar un diàleg nacional. El Consell va instar als grups rebels a signar l'acord sense demora.
La implementació del document de pau de Doha es continuava demorant i es mantenia pendent un acord amb les parts que no havien signat aquest document. A l'abril de 2016 es va celebrar un plebiscit on es va decidir preservar la divisió existent del Darfur en cinc estats federats. Els grups d'oposició creien que podien obtenir més autonomia amb un estat únic. No obstant això, el 98% de la població va votar en contra. Els grups d'oposició, però, van boicotejar el referèndum i van acusar al govern de frau. Ook internationaal waren er twijfels over wie stemgerechtigd was en over het moment van de raadpleging. A nivell internacional, hi havia dubtes sobre qui tenia dret a votar i sobre el moment de la consulta.
El mandat de la UNAMID es va ampliar fins al 30 de juny de 2017. La força es mantindria sense canvis, amb un màxim de 15.845 militars i 3.403 funcionaris. Es van mantenir com a prioritats protegir la població i ajudar els treballadors humanitaris a facilitar l'ajuda d'emergència, així com la mediació entre el govern sudanès i els grups rebels.